# Bien collectif
 (mai 2018).
Si vous disposez d'ouvrages ou d'articles de référence ou si vous connaissez des sites web de qualité traitant du thème abordé ici, merci de compléter l'article en donnant les références utiles à sa vérifiabilité et en les liant à la section « Notes et références ».
En économie publique, un bien collectif est un bien dont la consommation par un individu supplémentaire ne réduit pas la satisfaction des autres. Le bien collectif existant ou créé, est accessible à tous sans condition : comme l'air pur, une justice intègre et rapide, un réseau de téléphone qui fonctionne bien, une bonne route. Il existe aussi des services collectifs rendus par un bien privé tel que les autoroutes.
Un ouvrage portant sur les transferts massifs d'eau remet en question la qualification de l'eau au titre de bien collectif, cette ressource ne pouvant effectivement pas être exploitée sans limite.
Un bien de club est un type particulier de bien collectif dont la consommation respecte le principe de non-rivalité mais qui a la possibilité d'être rendu excluable[réf. souhaitée]. Un exemple de bien de club est la télévision chiffrée : il faut payer pour accéder à la chaîne en clair, mais le fait de la regarder n'empêche pas les autres utilisateurs abonnés à faire de même.